# Eugeni Valderrama
Eugeni Valderrama Domènech (Tarragona, Cataluña, 19 de julio de 1994) es un futbolista español que juega de centrocampista en el Marbella F. C. de la Primera Federación.

## Carrera

### Nàstic
Es un mediocampista ofensivo que se formó en las categorías inferiores del Nástic de Tarragona hasta alcanzar su debut en el primer equipo con solo 17 años el 21 de abril de 2012 en un partido de la 35.ª jornada de Segunda División en el campo de fútbol Pedro Escartín frente al Guadalajara. Fue de la mano del entrenador Jorge D'Alessandro con el equipo ya descendido matemáticamente de categoría. Tuvo minutos en un total de 5 encuentros esa temporada con el primer equipo tarragonés. 
La siguiente temporada en Segunda División B participó en 24 partidos, de los cuales 15 fueron como titular, y logró anotar un gol. El club no logró alcanzar los puestos de la eliminatoria de ascenso, y el joven centrocampista llamó la atención del Sevilla F. C.

### Sevilla Atlético
En junio de 2013, con 18 años, fue traspasado al Sevilla F. C., que lo incorporó para su filial, el Sevilla Atlético del grupo IV de la Segunda División B. Disputó 23 partidos, de los cuales 14 como titular, y el equipo terminó en la parte baja de la clasificación. Tras no convencer a los técnicos para dar el salto al primer equipo se decidió una cesión el verano siguiente.

#### Lleida Esportiu
En julio de 2014 se acordó su cesión por una temporada al Lleida Esportiu del grupo III de Segunda B, un club con aspiraciones de ascenso que finalmente se quedó a las puertas del playoff de ascenso. Participó en 19 partidos pero con muy pocos minutos, prácticamente sin continuidad, así que terminó su cesión y regresó a Sevilla. Incluso llegó a admitir que el club leridano le debía dinero impagado.

### C. F. Badalona
En 2015 llegó libre al C. F. Badalona, también de la Segunda B, y completó una campaña siendo titular indiscutible, disputando 35 partidos y marcando hasta 7 goles. El club se mantuvo en la parte media baja de la tabla y llamó la atención del Valencia. 

### Valencia Mestalla
En verano de 2016 firmó por el Valencia C. F. para jugar en su filial, el Valencia Mestalla dirigido por Curro Torres. Ante la necesidad de centrocampistas en el primer equipo hizo la pretemporada a las órdenes de Pako Ayestaran, participando así en hasta cinco amistosos del primer equipo. Se hizo pronto con un sitio en el once de Curro y el equipo filial hizo una temporada en la que alcanzó la final de la eliminatoria por el ascenso. Disputó un total de 33 partidos en liga, marcando 5 goles, y los 6 del playoff por el ascenso. Durante la temporada también fue convocado hasta en tres ocasiones por Voro para el primer equipo, pero no llegó a debutar.
El siguiente verano también disputó la pretemporada con el primer equipo, esta vez a las órdenes de Marcelino García Toral, participando hasta en seis amistosos, pero se le buscó una salida como cedido.

#### Lorca F. C.
Se eligió como destino el Lorca F. C., recién ascendido a la Segunda División y dirigido por su extécnico Curro Torres. Su debut fue inmejorable logrando marcar su primer gol en esta categoría el 18 de agosto de 2017 en la 1.ª jornada del campeonato frente a la Cultural Leonesa en el Estadio Francisco Artés Carrasco. Tuvo mucha participación en el equipo, pero una inoportuna lesión y la posterior destitución del técnico que apostó por él hicieron que en el mercado de invierno se pusiera fin a su cesión, habiendo participado en un total de 13 encuentros y marcando 2 goles.

#### Cádiz C. F.
En enero de 2018 fue cedido al segundo clasificado de la categoría, el Cádiz C. F., con el que no lograría ascender.

### S. D. Huesca
En julio de 2018 firmó por tres temporadas como jugador en propiedad del conjunto oscense procedente del Valencia Mestalla.

#### Albacete Balompié
En agosto de 2018 el Albacete Balompié anunció su incorporación como cedido, quien llevaba tiempo siendo pretendido por el club manchego.

#### F. C. Arouca
Tras la cesión regresó a Huesca, donde estuvo hasta el final de su contrato. Entonces optó por probar suerte en Portugal y se marchó al F. C. Arouca.

#### Real Zaragoza
El 26 de enero de 2022 rescindió su contrato con el equipo portugués y al día siguiente fichó por el Real Zaragoza para las siguientes dos temporadas y media.

### U. D. Ibiza y Marbella F. C.
El 21 de julio de 2023, tras haber rescindido su contrato con el Real Zaragoza el día anterior, firmó por la U. D. Ibiza. Allí estuvo un par de campañas y en julio de 2025 se unió al Marbella F. C.

## Clubes
| Club                       | País     | Año       | Partidos | Goles |
| -------------------------- | -------- | --------- | -------- | ----- |
| Gimnàstic de Tarragona     | España   | 2012-2013 | 30       | 1     |
| Sevilla Atlético           | España   | 2013-2014 | 23       | 0     |
| Lleida Esportiu (cedido)   | España   | 2014-2015 | 19       | 2     |
| C. F. Badalona             | España   | 2015-2016 | 37       | 7     |
| Valencia C. F. Mestalla    | España   | 2016-2017 | 39       | 5     |
| Lorca F. C. (cedido)       | España   | 2017      | 13       | 2     |
| Cádiz C. F. (cedido)       | España   | 2018      | 14       | 1     |
| Albacete Balompié (cedido) | España   | 2018-2019 | 36       | 8     |
| S. D. Huesca               | España   | 2019-2021 | 42       | 3     |
| F. C. Arouca               | Portugal | 2021-2022 | 13       | 1     |
| Real Zaragoza              | España   | 2022-2023 | 38       | 1     |
| U. D. Ibiza                | España   | 2023-2025 | 77       | 6     |
| Marbella F. C.             | España   | 2025-     |          |       |

Fuentes: BDFutbol y CeroaCero.